# Französischer Stadtbrand in Prag 1689

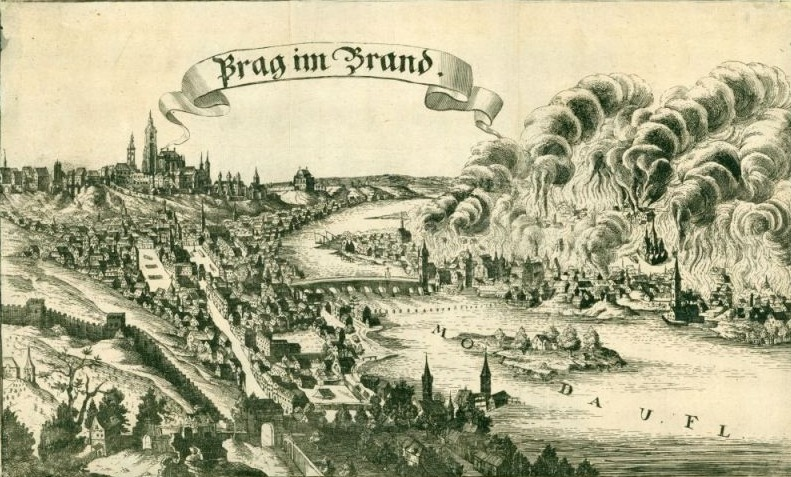
„Französischer“ Stadtbrand in Prag 1689

Der sogenannte „französische“ Stadtbrand in Prag verwüstete am 21. Juni 1689 die Judenstadt und die nördlichen Teile der Prager Alt- und Neustadt. Da die österreichischen Habsburger zu dieser Zeit gegen Frankreich unter Ludwig XIV. kämpften, wurde der Brand französischen Agenten zugeschrieben, von denen einige verurteilt und hingerichtet wurden. Obwohl die Theorie der vorsätzlichen Brandstiftung sich als Fortsetzung der damaligen französischen Taktik der verbrannten Erde interpretieren lässt, wird die Schuld der Franzosen heute in Frage gestellt. Der Brand wurde auch als der größte Terroranschlag in der Geschichte Prags bezeichnet.

## Politische Situation

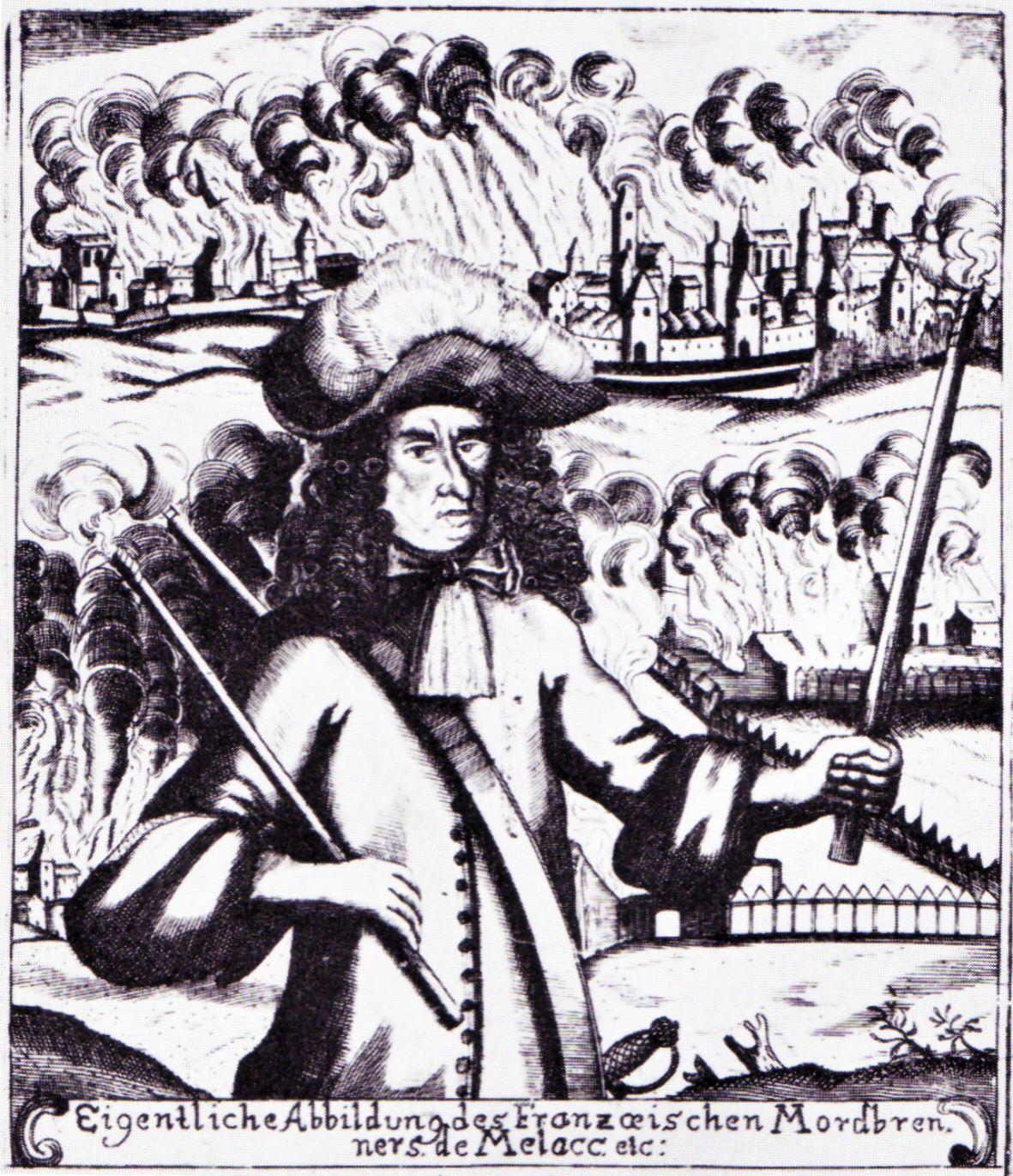
General Ezéchiel du Mas, Comte de Mélac, gilt als Urheber des Planes, feindliche Städte niederzubrennen

Nach dem Ende des Holländischen Krieges (1678) setzte Frankreich unter dem „Sonnenkönig“ Ludwig XIV. seine aggressive Expansionspolitik fort und beanspruchte Gebiete in der Pfalz. Im September 1688 drangen französische Truppen mit etwa 40.000 Mann ins Rheinland ein, belagerten die Festung Philippsburg und eroberten sie nach über einem Monat. Die französische Armee setzte ihren Vormarsch fort und nahm in rascher Folge zahlreiche weitere Städte ein. Dieser Konflikt wird als Pfälzischer Erbfolgekrieg oder Neunjähriger Krieg bezeichnet.
Auf Anraten seines Kriegsministers Louvois zog sich Ludwig XIV. im Winter 1688/1689 zurück und wählte die Taktik der verbrannten Erde, bei der die geräumten Gebiete verwüstet wurden. Zwischen Dezember 1688 und Juni 1689 zerstörten die Franzosen rund 20 Städte, darunter Speyer, Mannheim und Worms, sowie zahlreiche kleinere Siedlungen im Rheinland und in der Pfalz. Diese systematischen Zerstörungen, Brandschatzungen und die Gräueltaten an der Bevölkerung wurden vor allem dem französischen General Ezéchiel de Mélac zugeschrieben und als Ausdruck schlimmster Barbarei empfunden. In Deutschland, Österreich und Böhmen wuchs die antifranzösische Stimmung und der Franzose wurde für viele zum Inbegriff des Barbaren und Brandstifters. Zeitgenössische tschechische Flugblätter warnten vor der Bedrohung durch französische Agenten oder tschechische Agenten im Dienst der Franzosen. Im heißen Frühjahr und Sommer 1689 kam es in mehreren böhmischen Städten zu Bränden, die oft französischen Agenten zugeschrieben wurden. Die Prager Ordinari Post Zeitung  bezeichnete die Franzosen als „Mordbrenner“ und machte den französischen General Mélac, den sie als „Mordbrenner Mélac“ titulierte, für die Pläne verantwortlich, nicht nur deutsche, sondern auch böhmische Städte in Brand zu stecken.

## Verlauf des Brandes
Das verheerende Feuer brach am frühen Nachmittag des 21. Juni 1689 im Gasthaus U černého orla (Zum Schwarzen Adler) aus, das an der Ecke der Straßen Kaprova und Valentinská in der Prager Altstadt gegenüber der heute nicht mehr existierenden Kirche St. Valentin lag. Wegen des starken Windes griffen die Flammen schnell auf die Nachbargebäude und eine Tischlerei auf der gegenüberliegenden Straßenseite über. Der Kantor der Kirche St. Valentin bemerkte das Feuer und läutete sofort Alarm. Die Menschen eilten herbei, um den Brand zu löschen, aber es stellte sich heraus, dass die damals geltenden Brandschutzvorschriften, nach denen in jedem Haus Wassereimer für den Brandfall bereitgehalten werden mussten, von den meisten Hausbesitzern missachtet worden waren. Auch die Fässer an den städtischen Brunnen waren häufig leer, so dass Löschwasser nur verzögert herbeigeschafft werden konnte. Den Prager Bürgern gelang es nicht, das Feuer unter Kontrolle zu bringen.
Vom Wind getrieben breitete sich das Feuer schnell von der Kaprova-Straße in östlicher Richtung durch das jüdische Ghetto zur Dlouhá-Straße und zum Haštal-Platz aus und weiter in die Neustadt zur St.-Clemens-Kirche (Kostel svatého Klimenta) und zur Neustadtbefestigung in Těšnov. Die südlichen Teile der Alt- und Neustadt blieben verschont. Der Brand wütete zwei Tage lang und verwüstete vor allem das Teyn- und das Nikolausviertel in der Altstadt sowie das Petersviertel in der Neustadt. Das jüdische Ghetto mit seinen zahlreichen Holzhäusern und den engen, verwinkelten Gassen brannte in nur zwei Stunden vollständig nieder. Hier wurden 318 Wohnhäuser zerstört, und von den dreizehn Synagogen blieben nur drei oder vier stehen. In der Altstadt wurden etwa 300 Häuser zerstört oder schwer beschädigt, in der Neustadt waren es rund 150 Gebäude. Insgesamt fielen fast 800 Wohngebäude den Flammen zum Opfer, was etwa einem Drittel der Wohnhäuser auf der rechten Seite der Moldau entsprach.
Auch zahlreiche kirchliche und städtische Gebäude wurden ein Raub der Flammen, darunter in der Altstadt die Heiliggeistkirche (Kostel svatého Ducha), die St.-Salvator-Kirche mit dem Paulanerkloster, die Basilika St. Jakob (Bazilika svatého Jakuba Většího) mit dem Franziskanerkloster, die St.-Kastulus-Kirche (Kostel svatého Haštala), ein Teil des Agnesklosters sowie das erzbischöfliche Priesterseminar im Königshof am Pulvertor. In der Neustadt wurden die St.-Clemens-Kirche sowie die Stadtmühlen mit Säge- und Wasserwerk zerstört.
Mehrere Dutzend Altstadtbewohner kamen ums Leben. Die schlimmste Tragödie ereignete sich in einer der Synagogen des jüdischen Ghettos, in der nach unterschiedlichen Quellen 150 bis 174 Menschen verbrannten, die dort Schutz vor den Flammen gesucht hatten. Viele Juden flohen zur Moldau oder in die Altstadt, wo, wie der Historiker Josef Svátek berichtete, „der Prager Mob, wie in ähnlichen Fällen seit jeher üblich, über sie herfiel und sie ihrer letzten Habseligkeiten beraubte“. Die Stadtwache musste eingreifen, um die Juden zu schützen.

## Ermittlungen und Gerichtsprozesse

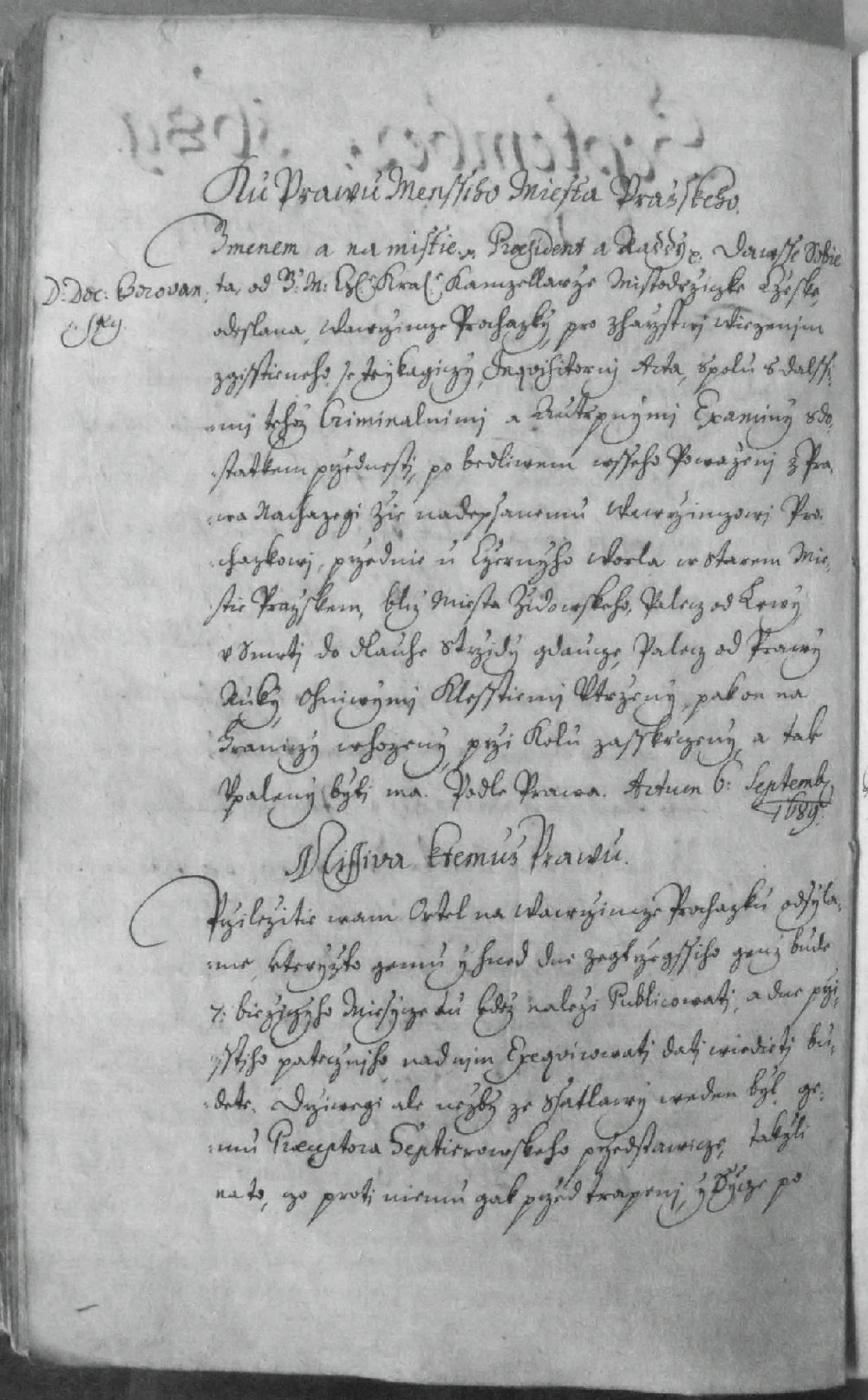
Todesurteil über Vavřinec Procházka (Archiv des Appellationsgerichtes in Prag, 1689)

Unmittelbar nach dem Brand verbreitete sich in Prag die Überzeugung, dass ein solch verheerender Brand kein Zufall sein könne. Am Tag nach dem Brand berichtete die Prager Ordinari Post Zeitung anschaulich über die barbarischen Taten der französischen Soldaten, die Speyer niedergebrannt hatten, und bezeichnete sie als „höllische Furien“, die mit „unvorstellbarer Brutalität“ gegen die Bewohner vorgegangen seien. Am 1. Juli 1689 teilte das Prager Appellationsgericht dem Kaiser mit, dass Prag zweifellos von Franzosen niedergebrannt worden sei. Ein Verdächtiger, Benoit Durez aus der Nähe von Lyon, sei verhaftet worden und habe die Tat gestanden. Er wurde am 29. Juli 1689 hingerichtet. Im Oktober 1689 wurden zwei weitere Männer, Matěj Sobinský und Vavřinec Procházka, wegen Brandstiftung verurteilt und ebenfalls hingerichtet. Die Prozesse wurden vom Rat des Appellationsgerichts, Václav Jan Rosa, geleitet, der jedoch vor Abschluss des Verfahrens starb.
Am 13. Juli 1689 erließ Kaiser Leopold I. ein Reskript über die Vertreibung aller nicht ansässigen Fremden, insbesondere der Franzosen, aus dem Königreich, damit „die von den im Königreich umherziehenden französischen Brandstiftern gelegten Brände sich nicht weiter ausbreiten (...), damit die Franzosen, die sich im Königreich aufhalten oder in Zukunft einreisen werden, nämlich die mutmaßlichen Brandstifter, desto eher gefasst und gebührend bestraft werden, und so künftige Verwüstungen des Landes abgewendet werden“. Das Dekret sah mehrere Präventivmaßnahmen vor, darunter die Kontrolle der Pässe von Ausländern an den Grenzen, ähnlich wie in Seuchenzeiten. Verdächtige Franzosen und Landstreicher sollten nach brennbaren Stoffen, ausländischem Geld oder verdächtigen Schriftstücken durchsucht werden. In Prag kam es zu Festnahmen und anschließenden Ausweisungen von Franzosen. Die antifranzösische Hysterie richtete sich auch gegen Menschen, die schon seit vielen Jahren in Böhmen lebten und arbeiteten.
Nach der Überzeugung des Historikers Josef Svátek (1835–1897) hatte der französische Kriegsminister Louvois den Plan gefasst, wichtige böhmische Städte ähnlich wie die Städte in der Pfalz und am Rhein niederbrennen zu lassen, um Kaiser Leopold I. die Mittel zur Kriegsführung zu entziehen. Nach der Eroberung von Philippsburg im Jahr 1688 rekrutierte Louvois Brandstifter aus den Reihen der Kriegsgefangenen der kaiserlichen Garnison und schickte sie auf Befehl des Generals Mélac gegen gute Bezahlung in böhmische Städte. Vavřinec Procházka, ein Soldat eines kaiserlichen Regiments, soll seine Kameraden zu dieser Aufgabe überredet haben, um sich für ausstehenden Sold zu rächen. Eine Gruppe von etwa 30 Brandstiftern unter dem Kommando des Hauptmanns Sedmihradský wurde mit Brandgranaten ausgerüstet und nach Prag geschickt. Von Philippsburg aus sollen im Frühjahr 1689 weitere Gruppen, insgesamt etwa 150 angeheuerte Brandstifter, in verschiedene böhmische Städte geschickt worden sein.
Josef Svátek berichtet in seinem Werk Dějiny Čech a Moravy nové doby (Neuzeitliche Geschichte Böhmens und Mährens), dass die Brandstifter Ende Mai nach Prag kamen. Sie betraten die Stadt durch das Strahover Tor und zeigten der Militärwache ihre gefälschten Dokumente. In den Uniformen des Kaisersteiner Regiments, das die Stadtgarnison bildete, erweckten sie den Eindruck, zur Rekrutierung von Soldaten gekommen zu sein. Am nächsten Tag brachte Hauptmann Sedmihradský einige Männer, darunter auch Vavřinec Procházka, in die Altstadt in das Gasthaus U černého orla in der Kaprova-Straße, die anderen verteilte er in Gruppen von drei bis vier Mann auf andere Gasthäuser und Wohnungen. Sedmihradský selbst zog in das Gasthaus U tří zvonků (Zu den drei Glocken) auf der Kleinseite, wo nur drei Männer bei ihm blieben, um im Keller neue Brandgranaten herzustellen. Einige Tage später zog er in ein Nachbarhaus zu Maximilian Septier, einem gebürtigen Franzosen, wo sich die französische Gemeinde häufig traf, um heimlich die Siege des französischen Königs zu feiern. Nach dreiwöchigen Vorbereitungen beschloss Sedmihradský, mit dem Niederbrennen der Alt- und Neustadt zu beginnen. Jedem der Männer wurden bestimmte Häuserreihen zugewiesen, wo sie ihre Brandsätze auf die Holzdächer und in offene Schuppen oder Keller werfen sollten.
Laut Josef Svátek wurde für den 21. Juni die öffentliche Verbrennung eines geheimen Briefes an den Prager Statthalter angekündigt, in dem General Mélac dem Kaiser mitteilte, dass er mit seiner Armee in Böhmen einmarschieren und den französischen Dauphin zum König von Böhmen krönen wolle. Auf Befehl des Kaisers sollte dieser Brief auf dem Altstädter Ring durch den Henker öffentlich verbrannt werden. Diese „Hinrichtung“ zog Tausende von Schaulustigen an, und Hauptmann Sedmihradský vereinbarte mit seinen Komplizen, die Verbrennung des Briefes als Signal für den Beginn ihrer Brandstiftungen zu benutzen. Ein Zeuge soll später berichtet haben, dass der Anführer der Brandstifter in diesem Moment rief: „Dieses kleine Feuer wird ein großes Feuer zur Folge haben!“ Auf dieses Signal hin gingen die Verschwörer in ihre geheimen Unterkünfte, holten die Brandgranaten und eilten zu den ihnen zugewiesenen Orten in den Straßen Prags, um die Brände zu legen.
Die Historikerin Jana Pažoutová argumentiert hingegen, dass es zwar belegt sei, dass ein Brief, der vermutlich Drohungen der Franzosen enthielt, dessen Inhalt aber unbekannt ist, auf Anordnung des Kaisers in Prag verbrannt werden sollte. Es sei aber unklar, wann dies geschehen sei. Sie hält es für wenig wahrscheinlich, dass diese Aktion mit dem Prager Stadtbrand zusammenhing.

## Die Verurteilten
In den Protokollen des Prager Appellationsgerichts sind vier Verurteilungen im Zusammenhang mit dem Stadtbrand dokumentiert:
- Benoit (Benedikt) Durez, ein Franzose aus der Nähe von Lyon, wurde am 1. Juli 1689 verhaftet, gestand unter Folter die Brandstiftung und wurde am 29. Juli 1689 durch Verbrennen hingerichtet.
- Matěj Sobinský wurde am 2. Oktober 1689 durch Verbrennen hingerichtet.
- Vavřinec Procházka, ein Schäfer aus der Gegend von Rokycany und Soldat der österreichischen Garnison in Philippsburg, geriet dort nach eigener Aussage in französische Gefangenschaft, wurde als Brandstifter rekrutiert und als Mitglied der Gruppe um Sedmihradsky nach Prag geschickt. Er wurde am 15. Juli 1689 verhaftet, wegen Brandstiftung verurteilt und am 9. Oktober 1689 durch Verbrennen hingerichtet.
- Václav Pechovský wurde am 17. November 1689 wegen fahrlässigen Umgangs mit Feuer und des darauffolgenden Brandes am 21. Juni 1689 im Gasthaus U černého orla in der Kaprova-Straße verurteilt. Er erhielt als Strafe eine Stunde am Pranger und wurde aus Prag ausgewiesen. Über ihn ist nichts Weiteres bekannt.

Zwei weitere Personen wurden verhaftet und wieder freigesprochen:
- Maxmilian Septier, ein französischstämmiger Bürger der Prager Kleinseite, wurde im Juni 1689 unter dem Verdacht, die Brandstifter beherbergt und unterstützt zu haben, verhaftet, im Februar 1691 freigelassen und aus Prag ausgewiesen.
- Peter La Fleur, Kapitän des französischen Bataillons in Landau, geriet im September 1689 in Gefangenschaft und wurde angeklagt, die Brandschatzungen in Böhmen organisiert zu haben. Die Anklage wurde fallengelassen und er wurde im August 1690 als Kriegsgefangener nach Amberg überstellt.

In ihrer Monografie Francouzský požár Prahy (1689) (Französischer Brand in Prag (1689)) argumentiert Jana Pažoutová, dass die geringe Zahl der tatsächlich verurteilten Männer gegen die Theorie einer groß angelegten französischen Verschwörung spreche. Der Fall von Václav Pechovský lege zudem nahe, dass das Feuer auch durch Unachtsamkeit entstanden sein könnte. Ihrer Meinung nach ist die ganze französische Verschwörung lediglich eine Fiktion, die aus der antifranzösischen Stimmung damaliger Zeit entstand. Vavřinec Procházka habe seine Aussage wahrscheinlich nur unter Druck erfunden oder sie sei ihm von den Ermittlern untergeschoben worden. Seine Zeugenaussage vor dem Appellationsgericht ist die einzige, die aus dem Prozess überliefert ist. Nur von ihm stammt der detaillierte Bericht über die Rekrutierung der Brandstifter, über den Hauptmann Sedmihradský, über den Prager Franzosen, der die Brandstifter versteckte, und über den Ablauf der Aktion in Prag. Procházka änderte seine Aussage mehrmals (vermutlich unter Druck der Ermittler), und viele seiner Behauptungen wurden bereits vom Appellationsgericht angezweifelt; einige wurden widerlegt oder sind widersprüchlich.

## Wiederaufbau
Der Stadtbrand von 1689, der große Teile des jüdischen Ghettos in Schutt und Asche legte, war zugleich der Auslöser für den Versuch, die jüdische Minderheit aus dem Stadtgebiet zu verbannen. Als dies nicht gelang, beschloss man, das Ghetto zumindest zu reglementieren: Die Zahl der Bewohner und der Häuser sollte begrenzt, die Straßen verbreitert und Brandmauern errichtet werden. Doch die jüdische Gemeinde wehrte sich vehement, und die Verhandlungen über die künftige Gestaltung des Viertels zogen sich so lange hin, dass viele Bewohner ihre Häuser zwischenzeitlich auf den alten Fundamenten „schwarz“ in Eigenregie wieder aufbauten. Das jüdische Viertel entstand mehr oder weniger im gleichen Zustand, wie es vor dem Brand war. Ein wesentlicher Grund für das Drängen der jüdischen Bewohner auf einen raschen Wiederaufbau war das problematische Zusammenleben mit den Christen: Wohlhabendere jüdische Familien wohnten oft zur Untermiete in christlichen Häusern, was neben zahlreichen Ausschreitungen besonders unter der Jugend auch zu erheblichen Anfeindungen seitens kirchlicher Amtsträger, insbesondere des Prager Erzbischofs Johann Friedrich von Waldstein, führte. Er versuchte, den Christen das Wohnen mit Juden im gleichen Haus zu verbieten. Der ärmere Teil der jüdischen Bevölkerung war hingegen gezwungen, in provisorischen Baracken außerhalb der Stadt zu leben, die ihnen von der Stadtverwaltung zugewiesen wurden.
Der Stadtbrand von 1689 gab zudem den Anstoß für den großflächigen barocken Umbau der zerstörten Teile von Alt- und Neustadt. Die beschädigten weltlichen und kirchlichen Gebäude wurden durch Neubauten im barocken Stil ersetzt und die Holzhäuser weitgehend durch solide Bürgerhäuser aus Stein und Ziegel abgelöst. In den Straßen Prags sind bis heute zahlreiche Bauten aus dem späten 17. und frühen 18. Jahrhundert erhalten geblieben.

## Belletristik
Die dramatischen Ereignisse rund um den „französischen“ Stadtbrand in Prag 1689 gaben den Anstoß zu einigen historischen Romanen:
- Josef Svátek: Poslední Budovec. Historický román ze 17. století, Praha 1894.[17]
- Otomar Dvořák: Hořící lilie, 2007[18]
- Jana Pažoutová: Ohnivá mise, Praha 2019[19]